# Chongjin Airport
Chongjin Airport (koreanska: 어랑공항) är en flygplats i Nordkorea.   Den ligger i provinsen Hambuk, i den nordöstra delen av landet, 500 km nordost om huvudstaden Pyongyang. Chongjin Airport ligger 10 meter över havet.
Terrängen runt Chongjin Airport är kuperad åt nordväst, men söderut är den platt. Havet är nära Chongjin Airport åt sydost.  Närmaste större samhälle är Chongjin, 6,5 km väster om Chongjin Airport. 